# Antònia Suau Mercadal

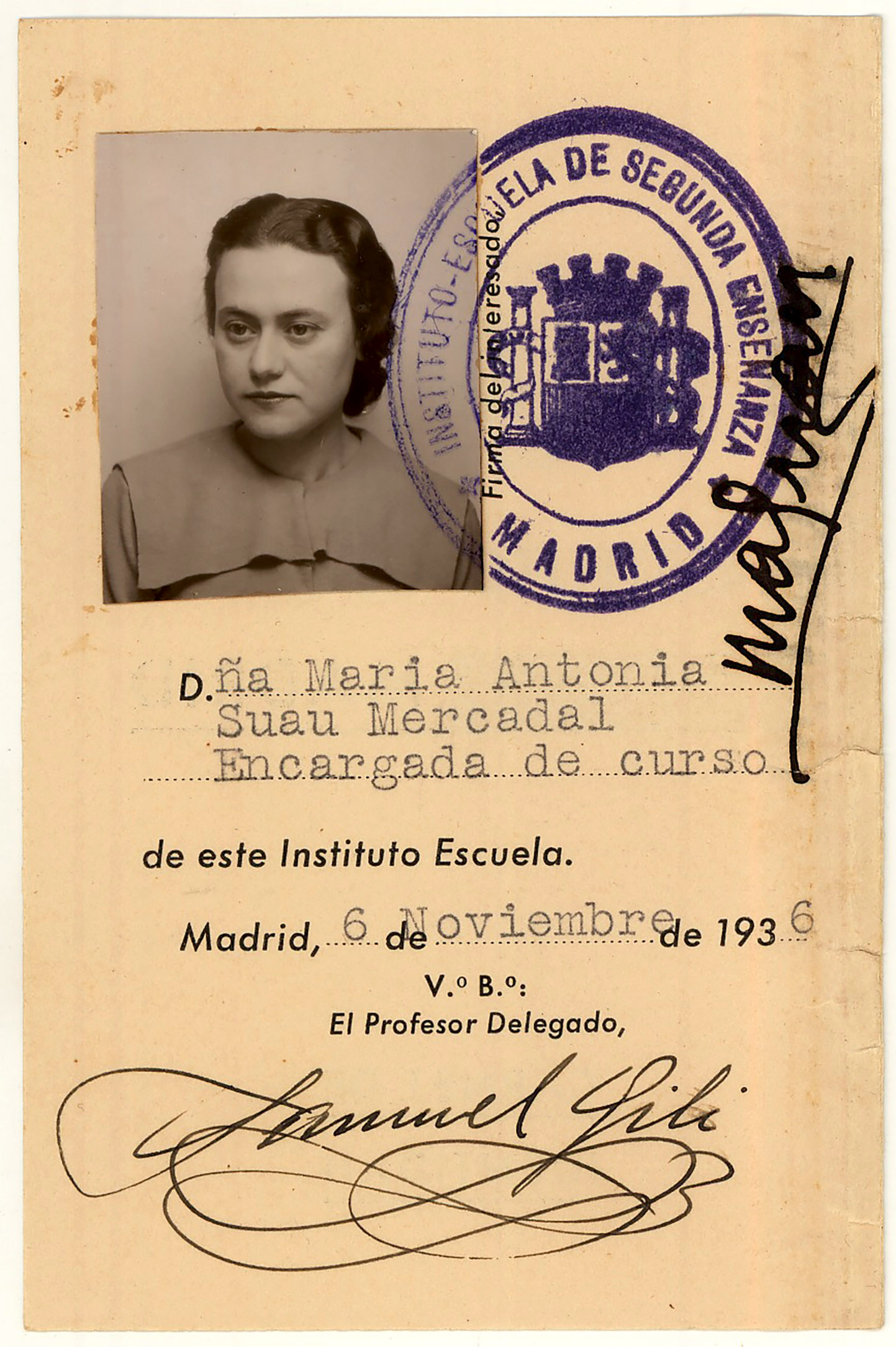
Carnet d'Antònia Suau com a professora encarregada de curs en l'Instituto Escuela de Madrid, el 1936. Signat per Samuel Gili Gaya.

Antonia Suau Mercadal (Palma, 24 d'agost de 1908 - Valldemossa, 23 de juliol de 2003) va ser una de les primeres catedràtiques de llengua i literatura d'Ensenyament Secundari d'Espanya.

## Formació
Formada a l'Institut Balear de Palma, on tingué com a professor Gabriel Alomar, continuà els estudis iniciant la carrera de Filosofia i Lletres a la Universitat de Barcelona. Un cop llicenciada, es traslladà a Madrid.

## Activitat professional
En aquesta època va ser una col·laboradora activa en les tasques pedagògiques de l'Instituto Escuela de Madrid i en la Residencia de Señoritas, on s'allotjà entre 1930 i 1936, quan la presidia María de Maetzu; hi participà com a conferenciant i com a bibliotecària. Va prendre part també en recerques relacionades amb el seu camp disciplinar en el Centre d'Estudis Històrics, i va ser protagonista de l'experiència pedagògica innovadora de l'Institut Obrer de València durant els anys finals de la II República, ja com a catedràtica d'Ensenyament Secundari; hi va treballar des de 1937 fins al final de la guerra.
Acabada la Guerra Civil va patir el procés de depuració franquista del magisteri espanyol i el 1943, mitjançant una oposició lliure va obtenir de nou una plaça de catedràtica de Llengua i Literatura en l'Institut de Bilbao. El 1961 es va traslladar a l'Instituto Nacional Femenino d'Ensenyanza Media Juan Alcover de Palma i tres anys més tard, el 1964, va passar a l'Institut Ramon Llull en el qual es jubilaria el 1978.

## Vida personal
El 1936 Antonia Suau conegué el cineasta italià Antonio Vistarini, i va intervenir en la pel·lícula Cara a cara; poc després el seu company moriria en la guerra. En la primavera de 1938 va ser mare d'una nena, Marta.